# Iglesia de Santa Sofía (Benevento)
La iglesia de Santa Sofía en italiano: chiesa di Santa Sofia) es un antiguo edificio religioso de Benevento; se alza en la plaza homónima, en el pasado y posteriormente dedicada a Giacomo Matteotti. Se trata de uno de los más importantes testimonios de la arquitectura lombarda en la llamada Langobardia Minor, aunque a lo largo de los siglos fue reformada varias ocasiones, hasta que adquirió su aspecto moderno.
En 2011, fue declarado Patrimonio de la Humanidad como parte del grupo de siete bienes inscritos como Centros de poder de los longobardos en Italia (568-774 d. C.) (ref. 1318-006).

## Historia

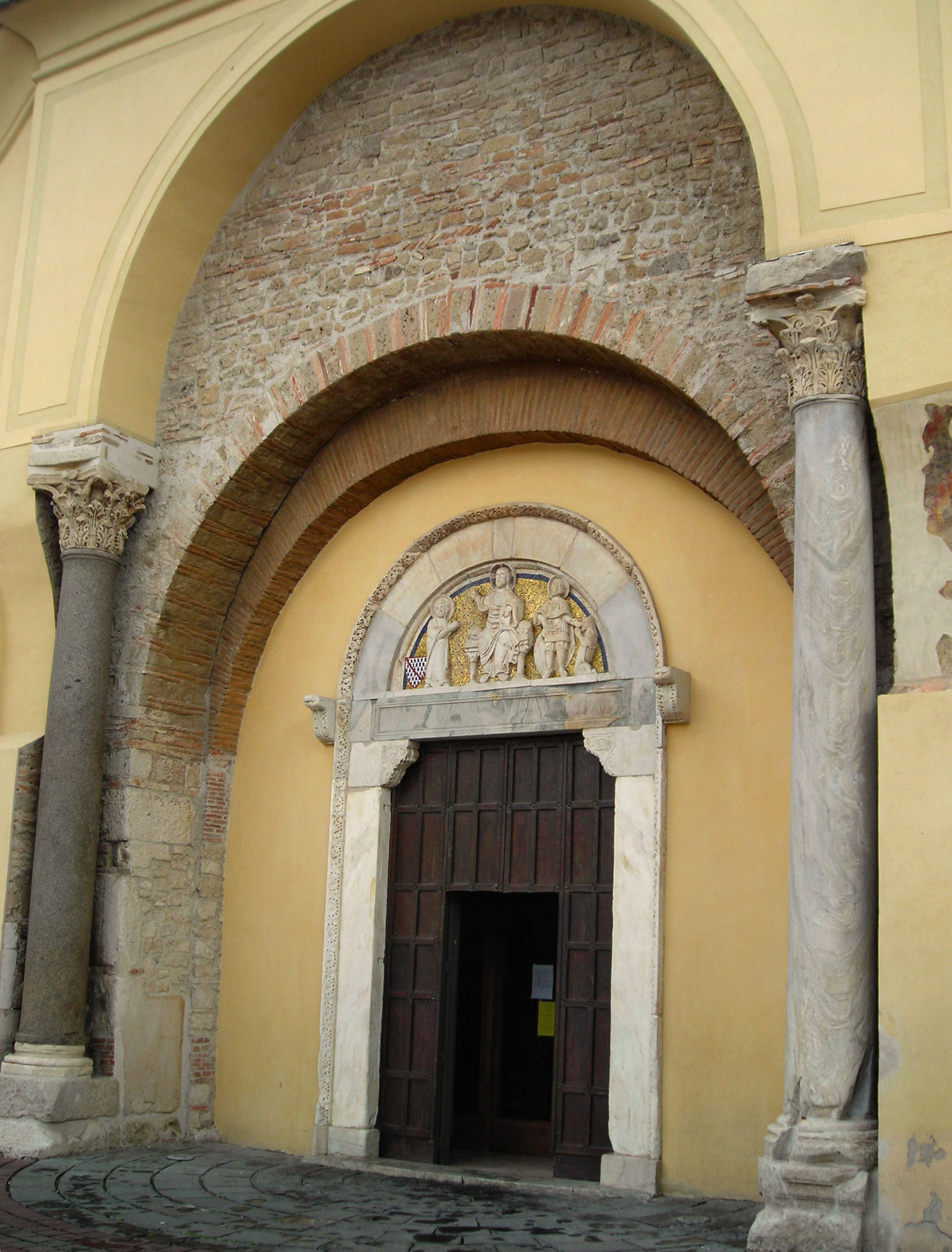
El portal.

La iglesia fue fundada por el lombardo Arechis II de Benevento alrededor de 760, como testimonian numerosos privilegios firmados por él, algunos de los cuales están en el Museo del Samnio cerca de la iglesia. El edificio siguió el modelo de la Capilla Palatina del rey lombardo Liutprando en Pavía y, después de la derrota de Desiderio por Carlomagno y la caída del reino lombardo en el norte de Italia (774), se convirtió en la iglesia nacional de los lombardos que se habían refugiado en el Ducado de Benevento. La iglesia era parte de un amplio programa de construcción que legitimaría la pretensión de Arechis como la más alta autoridad lombarda, después de su fallido intento de adquirir el título de rey y de renombrar el ducado como un principado.
Arechis se lo dedicó a Santa Sofía, como la basílica de Hagia Sophia en Constantinopla; también se anexionó un convento femenino benedictino, dependiente de la abadía de Montecassino y liderada por su hermana Gariperga. El santuario también albergaría las reliquias de San Mercurio abandonado en 633 cerca de Quintodecimo por el emperador romano de Oriente Constante II.
La iglesia se vio muy dañada por un terremoto en 1688 y otro en 1702, lo que afectó a la cúpula original y algunas adiciones medievales. El cardenal Orsini, el futuro papa Benedicto XIII, hizo reconstruir la iglesia en un estilo barroco. Los trabajos de restauración, que comenzaron en 1705, transformaron la planta de estrellada a circular le añadió dos capillas laterales, y cambió la apariencia del ábside, de la fachada y los pilares. Más aún, los frescos que decoraban el interior quedaron en su mayor parte destruidos: hoy solo quedan unos pocos fragmentos, representando Historias de Cristo y María.

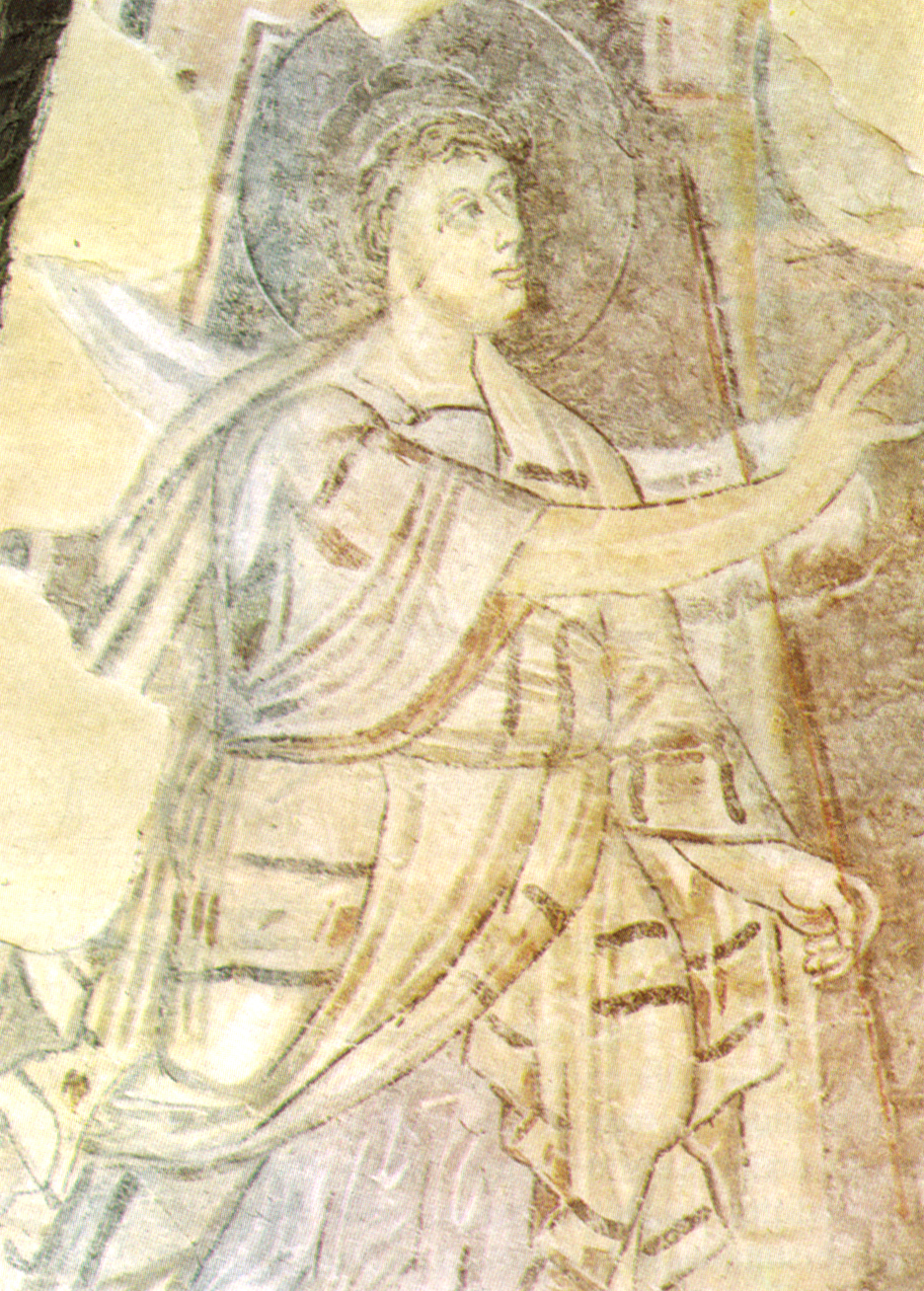
Detalle de los frescos, con la Anunciación de Zacarías.

En 1957 la mayor parte de la apariencia original fue restaurada, basándose en evidencia de documentación histórica, con la excepción de la fachada barroca.

## Descripción
La iglesia es de planta central, con un diámetro de 23,5 metros, inspirada por la de Hagia Sofia. En el centro hay seis columnas, quizá tomadas del antiguo templo de la ciudad dedicado a Isis, colocadas en los vértices de un hexágono y conectadas por arcos que apoyan la cúpula. El hexágono interno está rodeado por un anillo decagonal con ocho pilares en caliza blanca y dos columnas y los lados de la entrada. La zona de los tres ábsides es circular, pero las partes central y frontal forman parte de una estrella, interrumpida por el portal, con cuatro nichos en las esquinas.
En el interior, embebida en la fachada dieciochesca, hay un portal románico, cuya luneta tiene un bajorrelieve del siglo XIII. Este último fue originalmente parte del protiro, hoy destruido, y representa a Cristo entronizado entre la Virgen, San Mercurio y Gregorio el Abad. El portal está flanqueado por dos columnas en las que se apoya otro arco.
Estilísticamente, hay varias influencias. El elevado cuerpo central deriva de la iglesia de Santa María in Pertica de Pavía, mientras que la articulación de los volúmenes muestra la influencia de la arquitectura bizantina.
Aparte de algunas estatuas modernas, las obras de arte incluyen frescos de finales del siglo VIII o principios del siglo IX, de los que solo quedan fragmentos en los dos ábsides laterales: la Anunciación de Zacarías, El mutismo de Zacarías, la Anunciación y la Visitación. Fueron ejecutados por artistas relacionados con la escuela de miniatura de Benevento.
Se construyó el campanario por un abad llamado Gregorio II bajo el gobierno de Pandulfo III de Salerno, como se atestigua por una inscripción en un escrito lombardo, y protegió el sepulcro de Arechis II. Se desmoronó con el terremoto de 1688 y fue reconstruido en 1703 en una posición diferente.
La iglesia tiene un claustro del siglo XII, construido en parte por fragmentos de edificios anteriores. El claustro dio acceso al Museo de Samnio, con secciones de restos de la Antigüedad y la Edad Media. Entre ellos hay un obelisco, uno de los dos que en el pasado decoraron el Templo de Isis. El otro puede aún verse en la ciudad, en la central Plaza Papiniano.